# Arboreto de Gaston Allard
El Arboreto de Gaston Allard (en francés: Arboretum Gaston Allard) también conocido como Arboretum d'Angers y anteriormente como Arboretum de la Maulévriees) es un arboreto y jardín botánico de 7 hectáreas de extensión, de administración municipal en Angers, Francia. 
Este jardín botánico está catalogado "Collection National" de Francia por el Conservatorio de colecciones vegetales especializadas gracias a su colección de hydrangeas.
Se encuentra abierto a diario en los meses cálidos del año.

## Historia
El arboreto fue iniciado en 1863 por el botánico Gaston Allard (1838-1918) dentro del "closerie Maulévrie", que entonces era su hogar. 
Continuó plantando especímenes hasta su muerte en 1918. La finca fue cedida a la ciudad en 1960 y su anterior hogar ahora contiene el departamento de botánica del museo de ciencias naturales de Angers.
Presenta numerosas especies de árboles y variedades sobre un espacio de siete hectáreas. Entre las 20.000 plantas presentadas, el público accede al arboreto por una avenida flanqueada de robles. Más lejos se presentan las coníferas. 
El fruticetum incluye arbustos, plantas trepadoras, plantas perennes, plantas anuales y otras con bulbos, completan la visita. 
El arboreto valora el patrimonio hortícola de la región. Se valoran la botánica, la horticultura, la ecología y el arte de los jardines. 
En 1980 el arboreto fue aumentado con un nuevo espacio en el que se albergó la Colección Nacional de Francia de hydrangea. 
Desde 2001 acoge las obras artísticas del escultor local François Cacheux.
Entre 1999 y 2004, el municipio de Angers creó 3 nuevos jardines, el jardin des Ombrages (jardín sombreado), el jardin des Essais (jardín de pruebas) y el jardin des cinq sens (jardín de los cinco sentidos). 
En 2007, un cuarto jardín denominado Le jardin des biotopes, que sobre 1250 m², presenta diferentes medioambientes y biotopos de la región.

Detalles
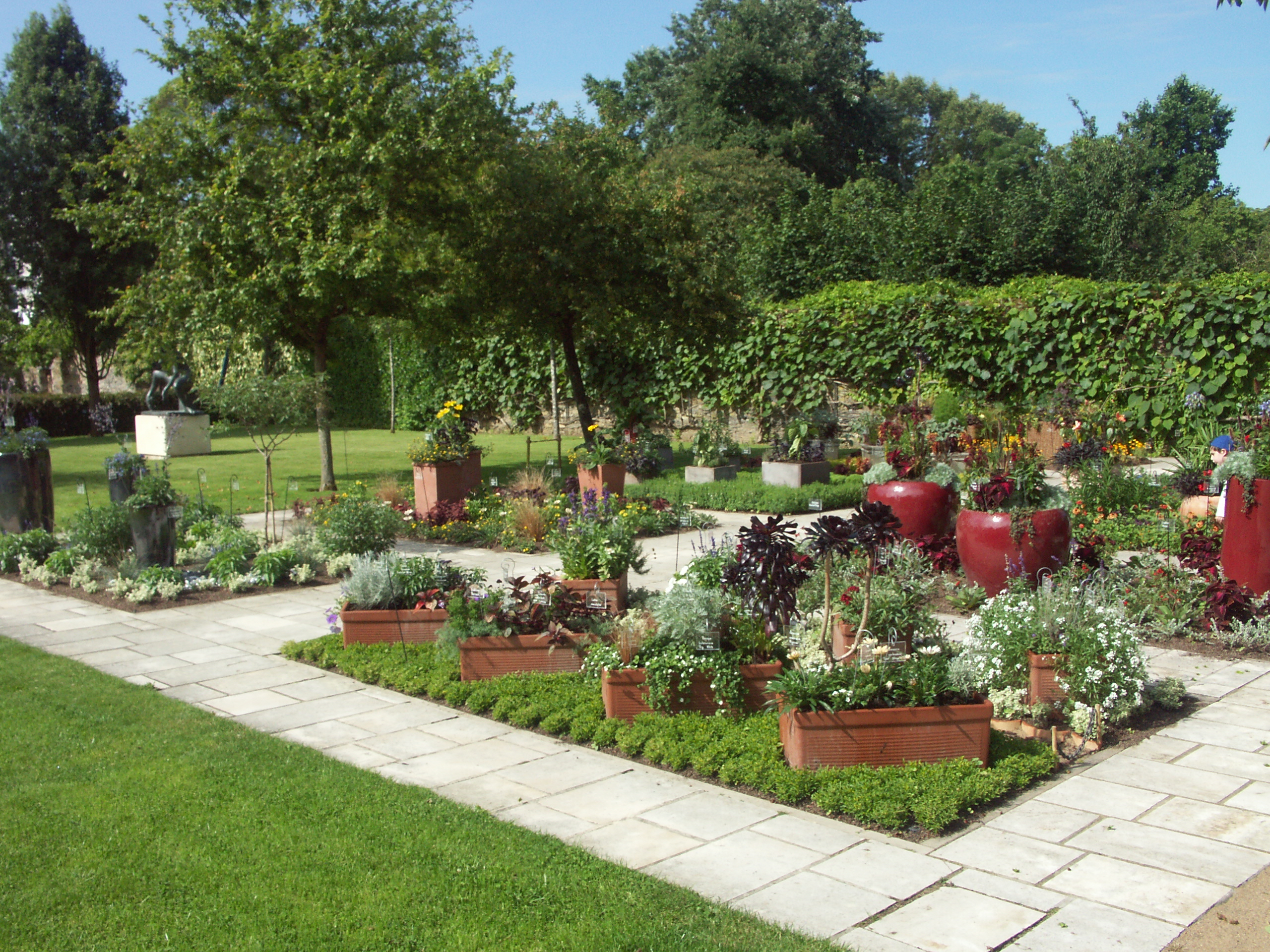
Una soleada sección del Arboretum Gaston Allard.
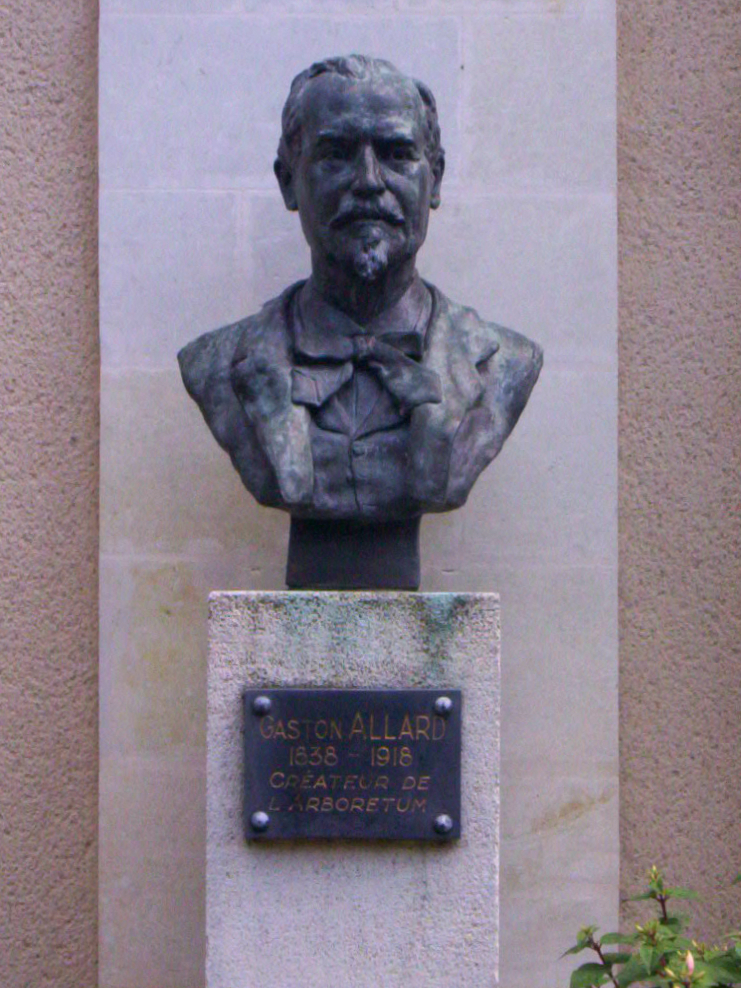
Busto de Gaston Allard..
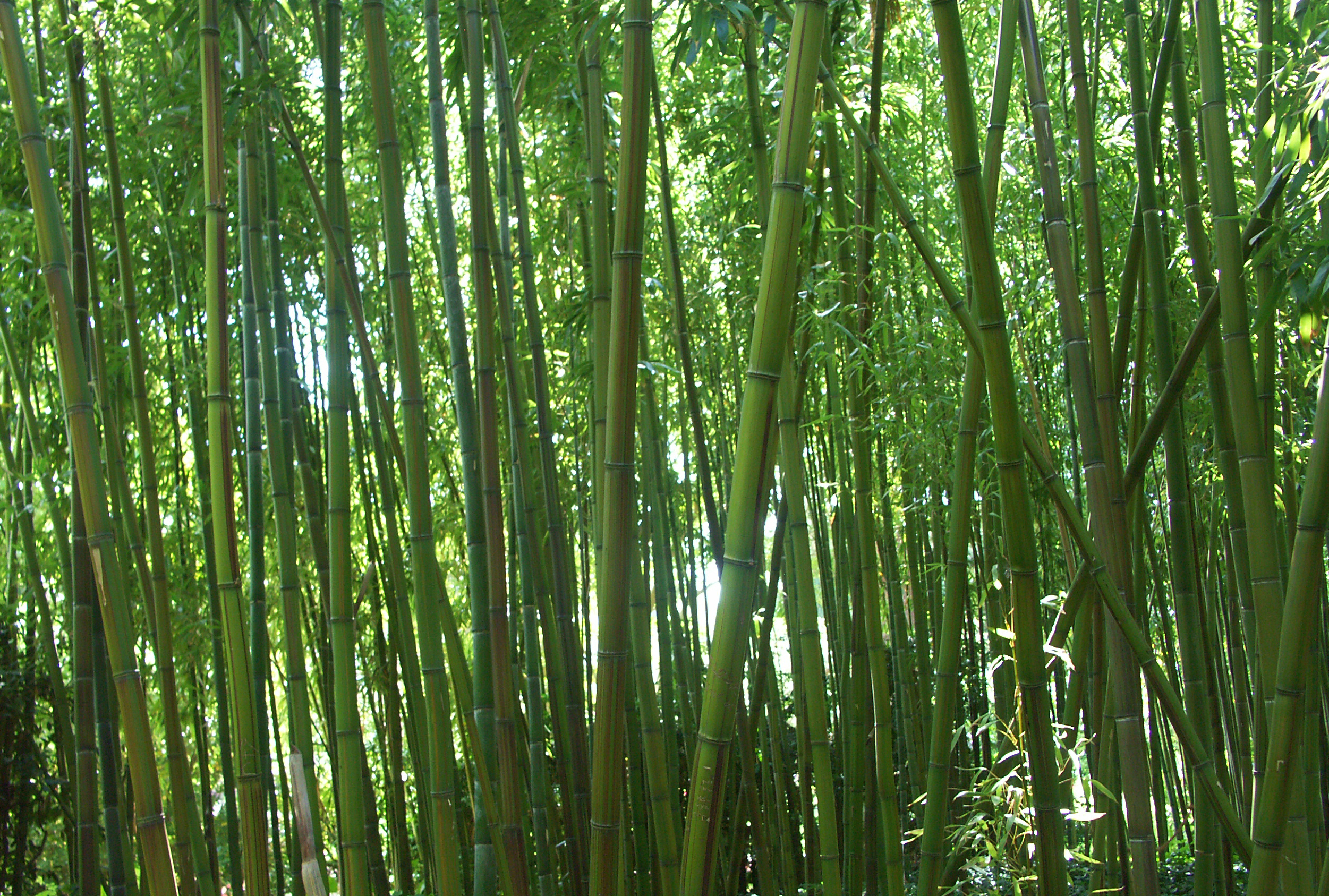
Bambús en el Arboretum Gaston Allard.

## Colecciones
El arboreto contiene una excelente colección de árboles, con aproximadamente 4,300 especímenes representando 1,600 taxones, así:
- Coníferas con 705 taxones,
- Robles con 50 taxones, con especímenes notables de Quercus variabilis, Pseudocydonia sinensis, y Tilia mongolica.

Especímenes de árboles
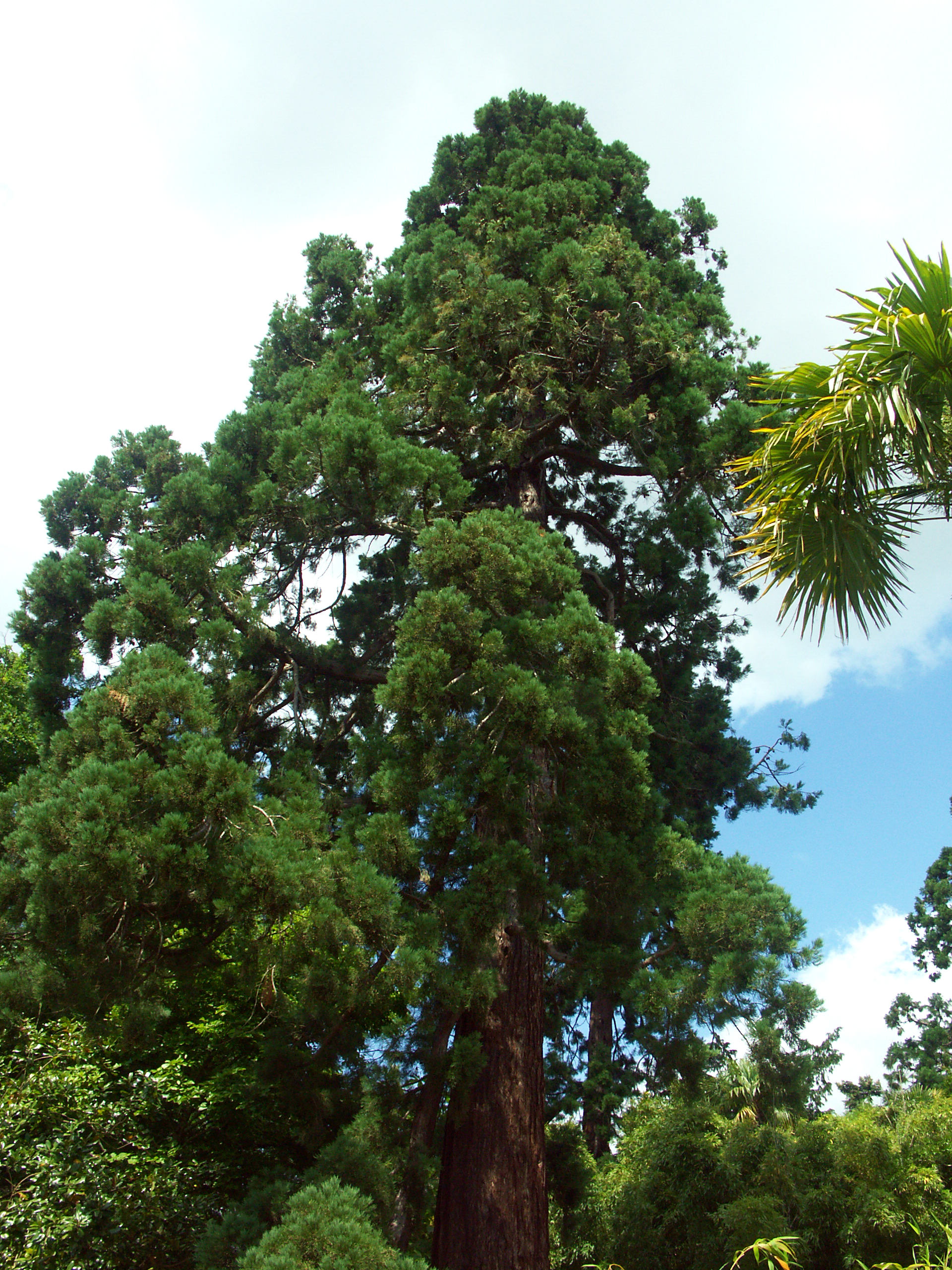
Sequoiadendron giganteum
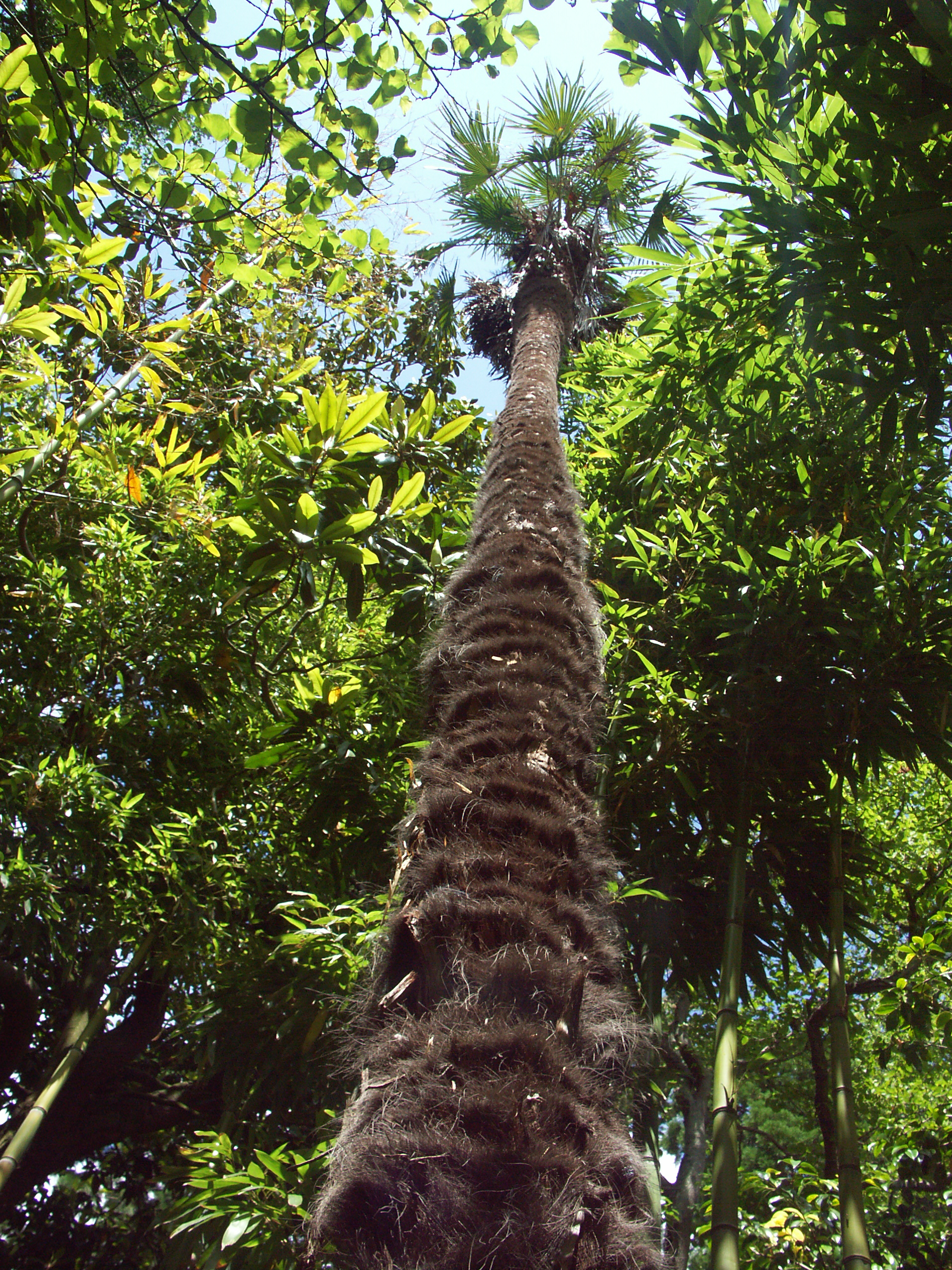
Trachycarpus fortunei.
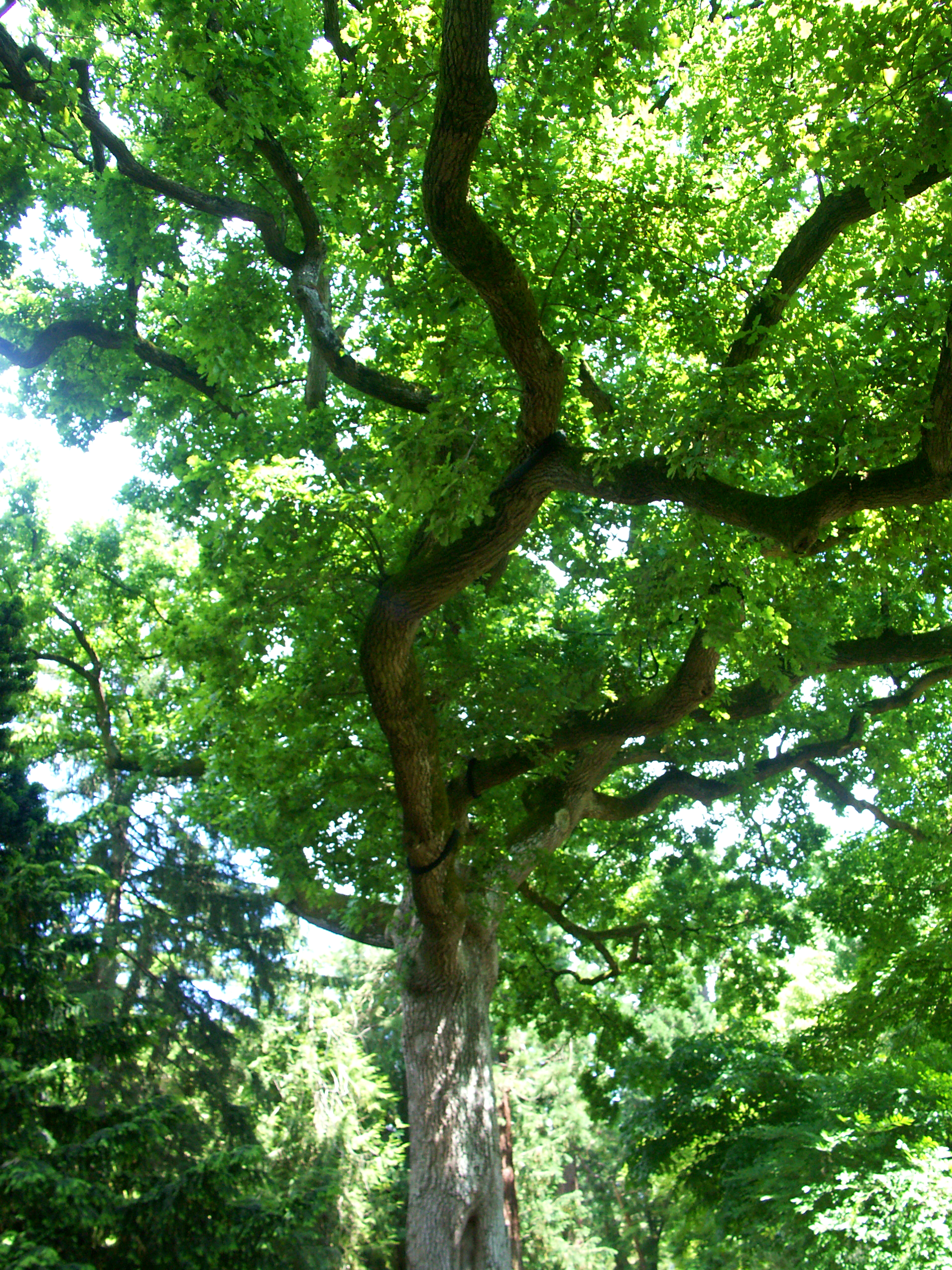
Quercus robur.
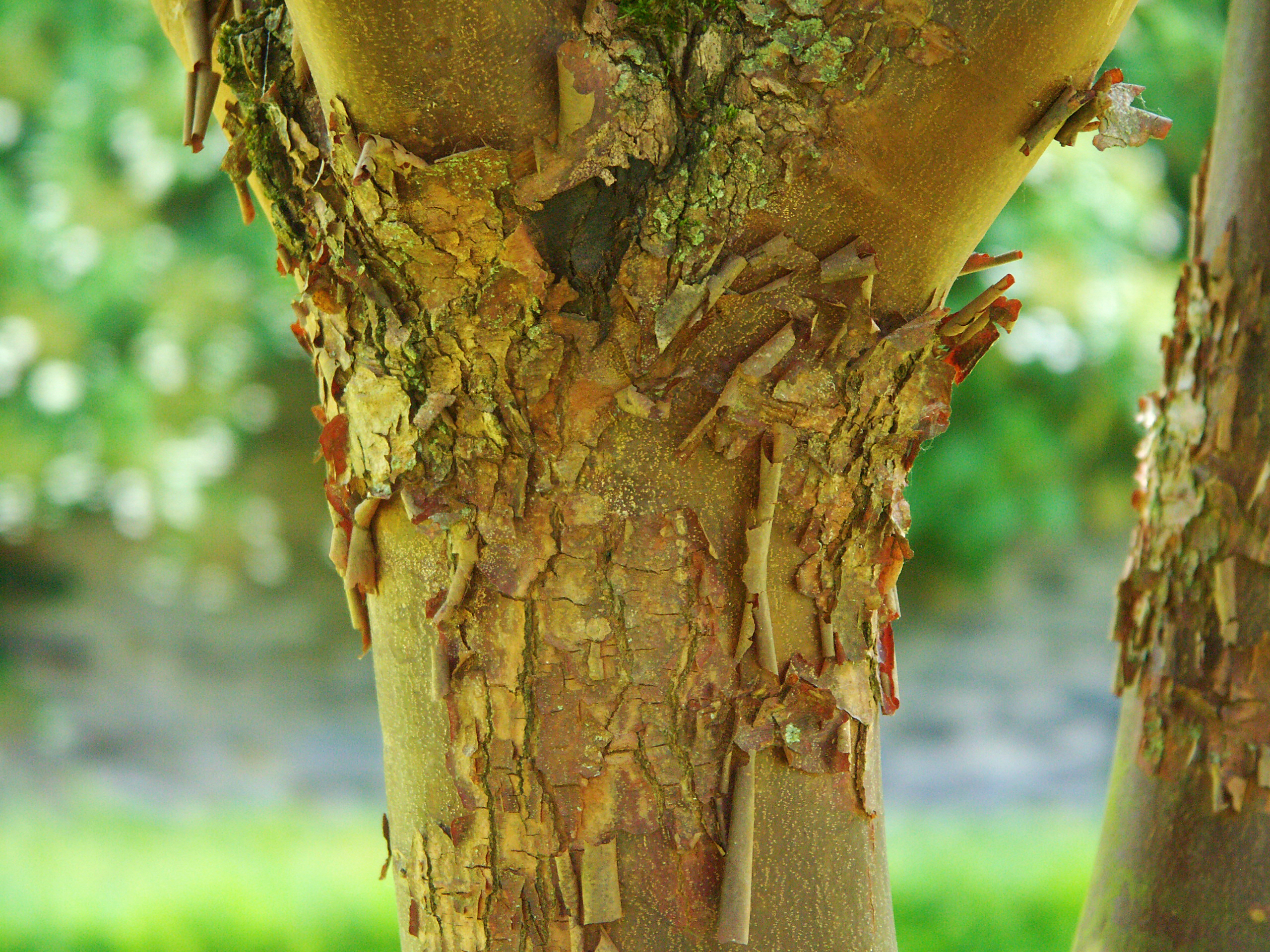
Acer griseum.
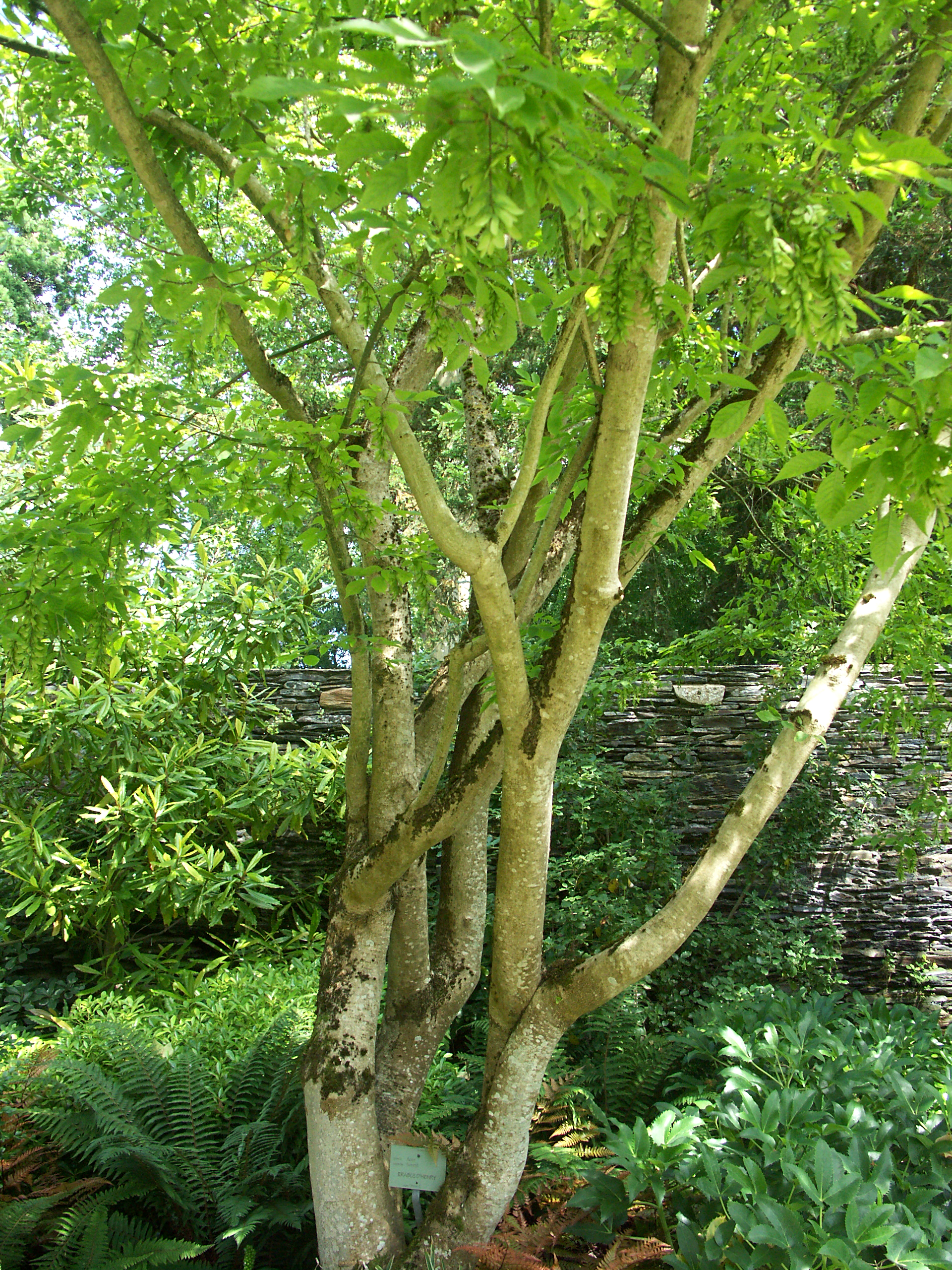
Acer Henryi.

Además, en los últimos años se han aumentado los jardines y las colecciones de plantas de porte arbustivo y herbáceo llegando a albergar unas 20.000 plantas: 
- Colección de especies de hydrangea, (gracias a la cual está catalogado como "Collection National" por el Conservatorio de colecciones vegetales especializadas), de la cual alberga aproximadamente 750 taxones.
- Jardín sombreado de 2000 m²,
- Jardín de pruebas con 4000 m²,
- Jardín de los cinco sentidos con 1200 m².
- Jardín de los biotopos, con 1250 m².
- Herbario con más de 350.000 especímenes de los siglos XIX y XX.

Especímenes de plantas herbáceas
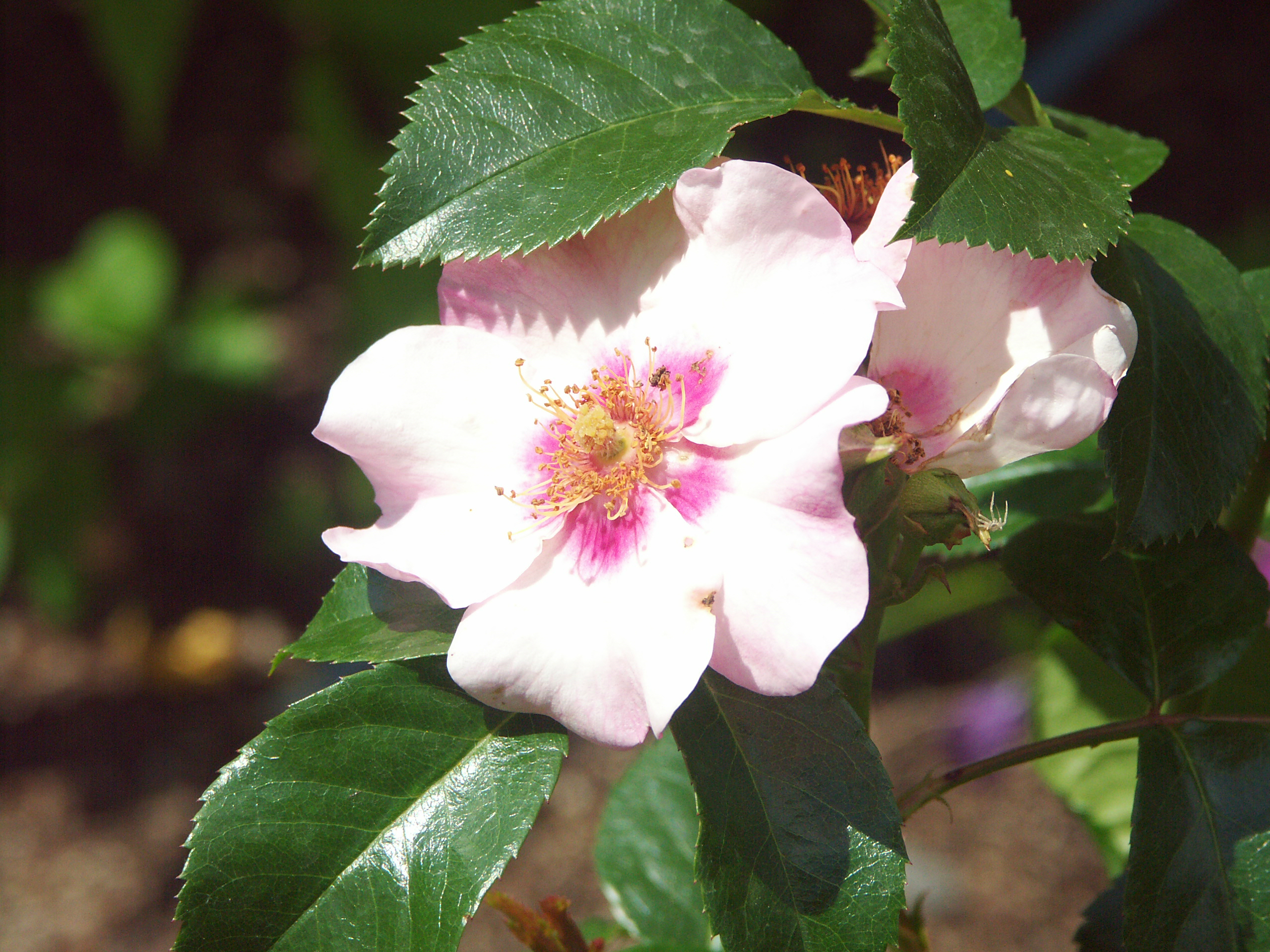
Rosa 'Peace and Love'
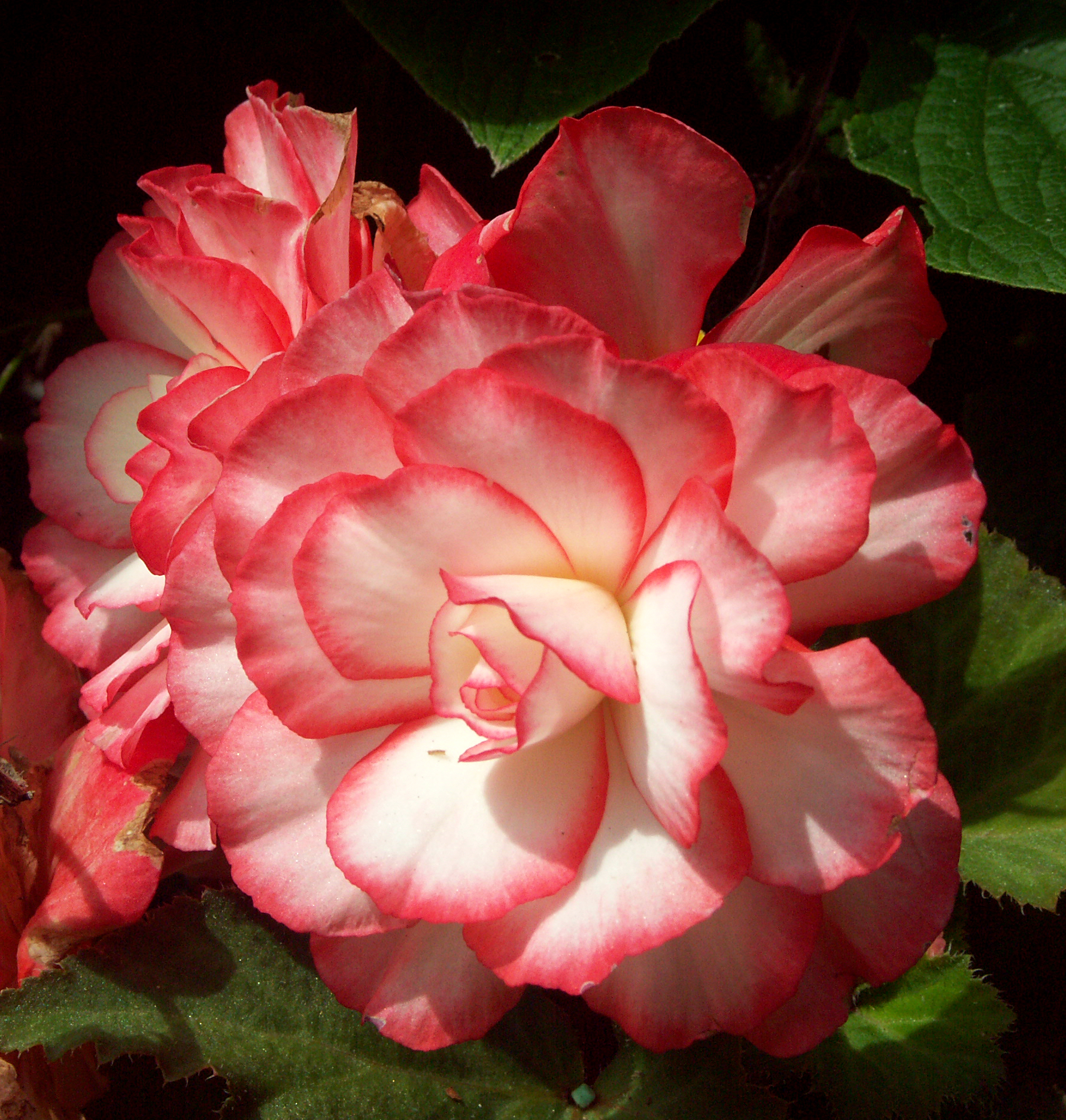
Begonia tuberhybrida.
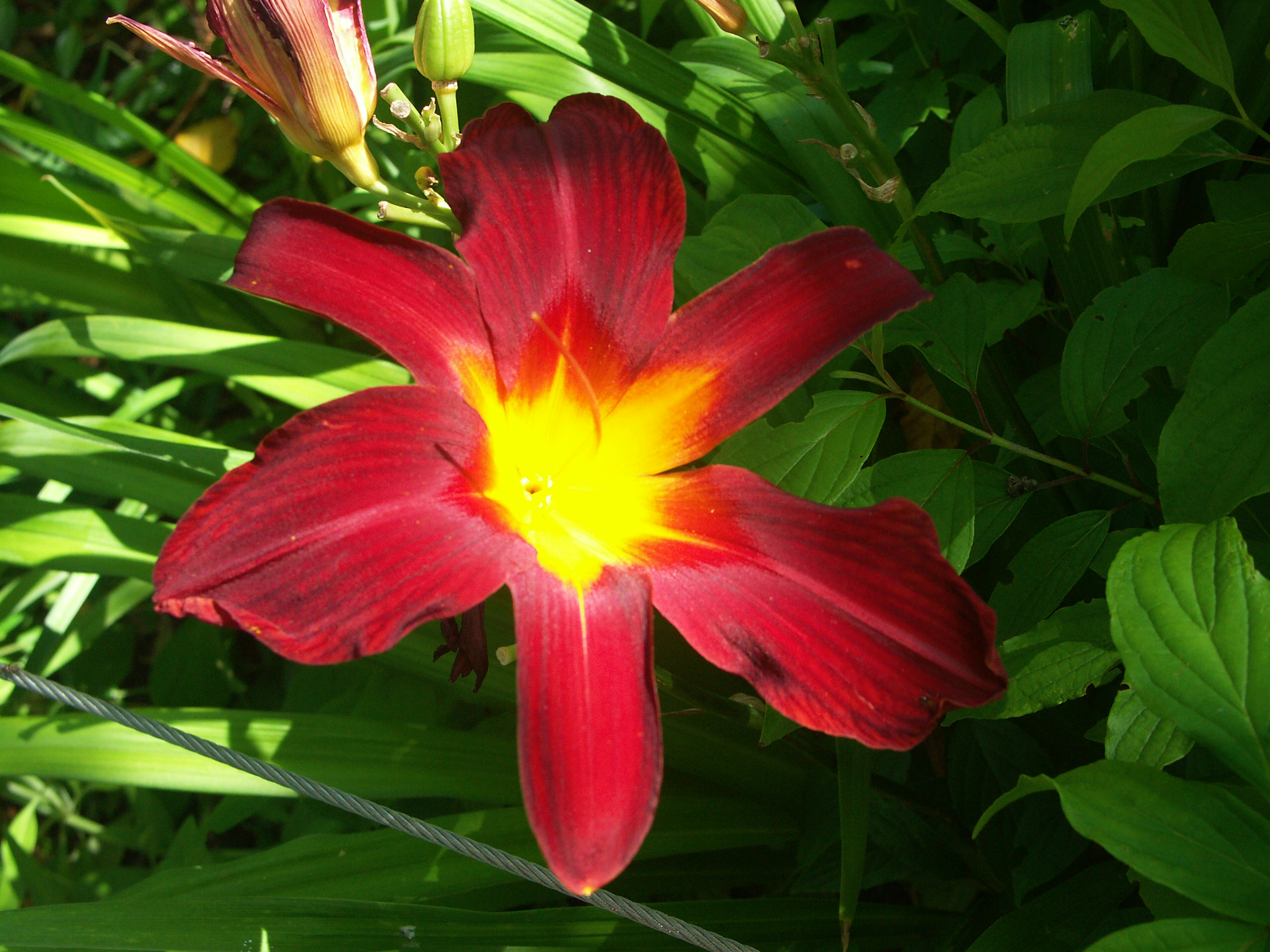
Hemerocallis ssp.
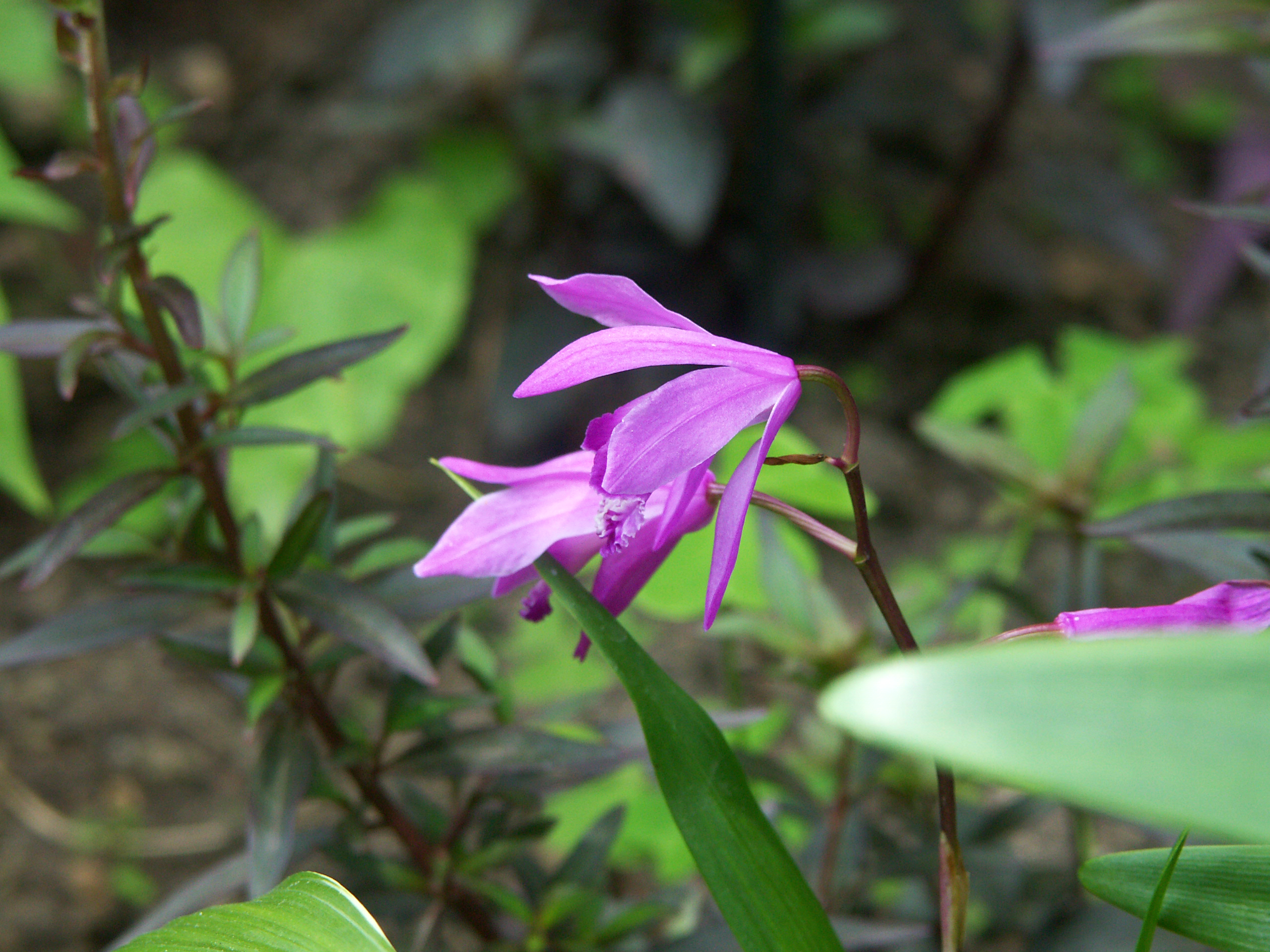
Bletilla striata.